# ارسلان: جنگجویان افسانه
ارسلان: جنگجویان افسانه (به انگلیسی: Arslan: The Warriors of Legend) یک بازی رایانه‌ای در سبک هک اند اسلش است که توسط اومگا فورس توسعه یافته و به‌وسیلهٔ کویی تکمو منتشر شده‌است. این بازی در سال ۲۰۱۵ ساخته شده‌است. این بازی از روی رمان افسانه قهرمانی ارسلان ساخته شده‌است. ارسلان شاهزاده پارس و فرزند پادشاه آندراگوراس سوم و ملکه تهمینه است.